# Erwin Raphael McManus

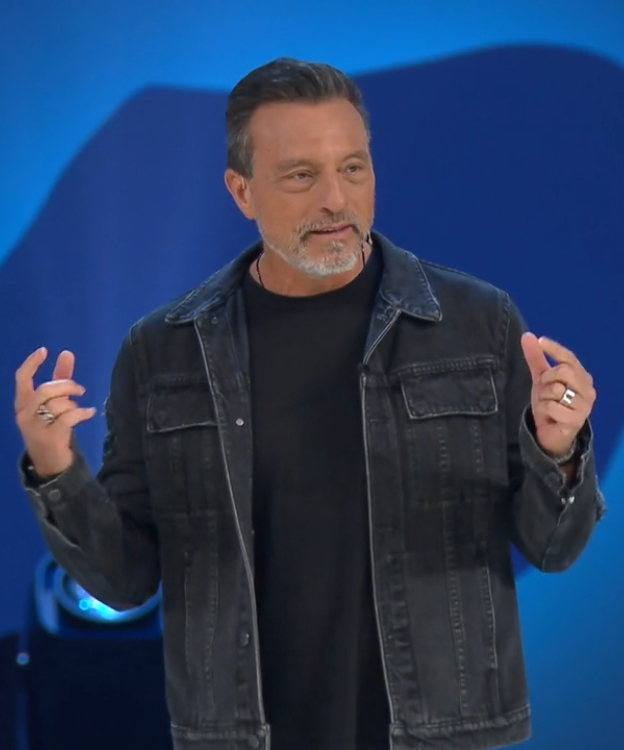
Erwin Raphael McManus, 2019

Erwin Raphael McManus (* 28. August 1958 in El Salvador) ist ein US-amerikanischer baptistischer Pastor der Mosaic-Church in Los Angeles, Lehrer und Autor mit salvadorianischen Wurzeln.

## Leben
McManus wurde als Irving Rafael Mesa-Cardona in El Salvador geboren. Seine Familie wanderte bald darauf in die Vereinigten Staaten aus, und er wuchs in Florida auf. Seine Mutter heiratete in den USA erneut und nahm den Namen McManus an. McManus studierte an der Universität von North Carolina, wo er seinen Bachelor machte; am Southwestern Baptist Theological Seminary in Fort Worth machte er seinen Master.
Nach seinem Studium begann er unter Armen in der Stadt Dallas eine Gemeinde zu gründen. Um 1990 wurde er zusammen mit seinem Bruder Alex eingesetzt, um bestehende Gemeindeleitungsteams zu beraten und zu erneuern. 1993 zog er nach Los Angeles, um bei der Mosaic-Church Pastor zu werden. Er unterhält auch ein Netzwerk für Leiterschaft, und er arbeitet im Bethel Seminary als Lehrer für Zukunftsforschung.
Er ist Hauptpastor der Mosaic-Church, die vier lokale Gemeinden in Pasadena, Hollywood, Pomona und in der Innenstadt von Los Angeles umfasst. Er gründete die Mosaik-Allianz, eine Vereinigung von Kirchen, die neue Wege im Gemeindeaufbau gehen. Er leitet die „Origins“-Konferenz, die jährlich in der Mosaic-Church stattfindet.
McManus hat bereits in über 30 Ländern gesprochen und seine Ansätze für den Gemeindebau in Filmen, Artikeln und Zeitschriften vorgestellt und verbreitet. 2011 sprach er beim jährlichen Global Leadership Summit der Willow Creek Community Church, die von Bill Hybels gegründet wurde. McManus arbeitet auch mit säkularen psychologischen und soziologischen Methoden wie der Myers-Briggs Typenindikator und Gallup Strengths, um die festgefahrenen Verhaltensmuster von Menschen und die starren Führungsstile in christlichen Kirchen zu analysieren und zu verändern. Er gründete auch Awaken, eine Gruppe von Künstlern, Dichtern und Filmemachern. Er wird zur Emerging-Church-Bewegung gezählt. Er meint, dass die traditionellen christlichen Kirchen aufgegeben und das Christentum als Weltreligion und Machtfaktor zerstört werden müssen, um einer neuen, unverbrauchten Jesus-Bewegung Raum zu schaffen.
McManus ist verheiratet mit Kim, sie haben zwei eigene Kinder und eine Pflegetochter.

## Werke

### Bibliografie
- Gottes Träume leben. Aufbruch in ein heiliges Abenteuer. SCM R. Brockhaus, Wuppertal, 2004. ISBN 978-3-417-24474-8 (Originaltitel 2002: Seizing Your Divine Moment. Dare to Live a Life of Adventure)
- Eine unaufhaltsame Kraft: Gemeinde, die die Welt verändert. Gerth, Asslar, 2005. ISBN 978-3-86591-057-8 (Original 2001: An Unstoppable Force. Daring To Become The Church GOD Had In Mind)
- Go wild! Schluss mit dem braven Christsein. 2005. ISBN 978-3-417-24484-7 (Originaltitel 2005: The Barbarian Way. Unleash The Untamed Faith Within)
- Aufstieg aus der Asche. Wie unser Glaube Flügel bekommt. SCM R. Brockhaus, Wuppertal, 2006. ISBN 978-3-417-24489-2 (Originaltitel 2003: Uprising. A Revolution of The Soul)
- Stand Against The Wind. Awaken The Hero Within. 2006[4]
- Der Weg des Kriegers. Die Jesus-Strategie: Ein alter Pfad zum inneren Frieden. Herder, Freiburg 2020. ISBN 978-3-451-38921-4 (Originaltitel 2019: The Way of the Warrior: An Ancient Path to Inner Peace)
- Der letzte Pfeil. Nur wer alles gibt, wird alles gewinnen. Herder, Freiburg 2020. ISBN 978-3-451-39215-3 (Originaltitel 2017: The Last Arrow: Save Nothing for the Next Life)

### Diskografie
- Go wild! Hörbuch. SCM und ERF, 2006. ISBN 978-3-86666-013-7
- Crave. Musik. Hänssler, Holzgerlingen, 2008. ISBN 978-3-29095-124.